# Éponine (film)
Pour les articles homonymes, voir Éponine.
Pour plus de détails, voir Fiche technique et Distribution.
Éponine est un film français de court métrage réalisé par Michel Chion et sorti en 1985.

## Fiche technique
- Titre : Éponine
- Autre titre : Éponine ou le fer à repasser
- Réalisation : Michel Chion
- Scénario : Michel Chion
- Photographie : Jean-Jacques Bouhon
- Montage : Catherine Vilpoux
- Son : Christian Zanesi
- Mixage : Jean-Paul Loublier
- Sociétés de production : Banc Public - INA
- Producteur délégué : Ulysse Laugier
- Pays de production :  France
- Durée : 13 minutes
- Date de sortie :  France - 1985

## Distribution
- Élisabeth Tamaris : la mère
- Karine Sacco : Éponine
- Cécile Sacco : Virginie

## Récompenses
- Prix Jean-Vigo 1985[1]
- Grand prix du Festival du court métrage de Clermont-Ferrand 1985[2]